# Родионово (Себежский район)
Родионово — деревня в Себежском районе Псковской области России. Входит в состав городского поселения Идрица.

## География
Находится на юго-западе региона, в  северо-восточной части  района, в 11 км к северу от посёлка Идрица.

## История
До 1995 года деревня входила в Максютинский сельсовет.  Постановлением Псковского областного Собрания депутатов от 26 января 1995 года все сельсоветы в Псковской области были переименованы в волости и деревня стала частью Максютинской волости.
С января 1995 до апреля 2015 года деревня входила в состав ныне упразднённой Максютинской волости.
В 2015 году Максютинская волость была влита в состав городского поселения Идрица.

## Население
| 2001 | 2002 | 2010 |
| ---- | ---- | ---- |
| 52   | ↘37  | ↘10  |

Согласно результатам переписи 2002 года, в национальной структуре населения русские составляли 97 % от общей численности в 37  чел..

## Инфраструктура
Личное подсобное хозяйство .

## Транспорт
Автодорога 58К-553 «Максютино — Радионово».